# Gustl Bayrhammer
Gustl Bayrhammer (Munich, Alemania, 12 de febrero de 1922-Krailling, Alemania, 24 de abril de 1993), fue un actor de nacionalidad alemana.

## Biografía
Su nombre completo era Adolf Gustav Rupprecht Maximilian, y nació en Múnich, Alemania. Ya desde una edad temprana, y contra la voluntad de su padre, el actor Max Bayrhammer, quería ser actor. Graduado en la escuela de comercio de Múnich, durante la Segunda Guerra Mundial sirvió como operador de radio de la Luftwaffe. Utilizó la mayor parte de su paga para acudir a clases de actuación dadas por Heinrich George en el Teatro Schiller de Berlín, donde se graduó con honores de la Reichstheaterkammer. En 1944 fue contratado, junto a su colega Toni Berger, por Robert Marencke para actuar en el Hoftheater Sigmaringen, trabajando por vez primera la pareja en 1945.
En Sigmaringa, Bayrhammer conoció a su futura esposa, Irmgard Henning. A partir de entonces trabajó en diferentes teatros de Múnich, en el Landestheater de Tubinga, el Staatstheater de Augsburgo, el Badisches Staatsteather Karlsruhe y el Salzburger Landestheater. Su gran oportunidad como actor llegó en 1966 con el principal papel del telefilm Das Bohrloch oder Bayern ist nicht Texas, donde actuó junto a Fritz Straßner y Ludwig Schmid-Wildy. El éxito del film aseguró a Bayrhammer diferentes papeles en el Volkstheater de Múnich y en el Teatro de Cámara de Múnich. Uno de sus papeles teatrales más conocidos fue el de Simon Petrus en Der Brandner Kaspar und das ewig’ Leben.
Gustl Bayrhammer se hizo famoso en Alemania por su papel del Comisario Melchior Veigl en la serie televisiva Tatort, al que interpretó desde 1972 a 1981. En los años 1980 y 1990 fue locutor y actor en la serie Weißblaue Geschichten, trabajando también en las producciones de Bayerischer Rundfunk Münchner Geschichten y Polizeiinspektion 1, así como en la de ZDF Königlich Bayerisches Amtsgericht. Sin embargo, y a pesar de su actividad televisiva, Bayrhammer siguió fiel a sus compromisos teatrales.
Más conocido aún fue su papel del ebanista Franz Eder en la serie infantil Meister Eder und sein Pumuckl, basada en la obra de Ellis Kaut. Además de una película en 1982, trabajó en la serie entre 1982 y 1989. Su papel de Meister Eder lo recibió tras fallecer su anterior intérprete, Alfred Pongratz. El actor apareció de nuevo en 1991 como Eder en la cinta Pumuckl und der blaue Klabauter, pero finalmente fue doblado por Wolf Euba.

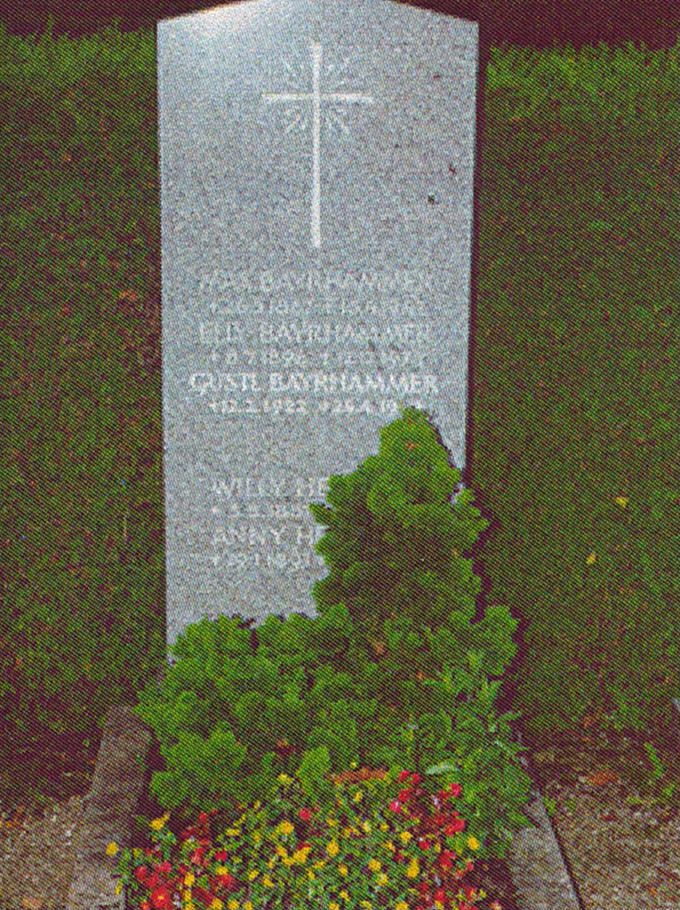
Tumba de Gustl Bayrhammer

A finales de la década de 1980 Bayrhammer, que era un gran fumador, sufrió un primer infarto agudo de miocardio durante la representación de Der Wittiber. A partir de entonces abandonó el tabaco y redujo su carga de trabajo. Gustl Bayrhammer falleció el 24 de abril de 1993 en Krailling, cerca de Múnich, a los 71 años de edad, a causa de un infarto de miocardio ocurrido mientras dormía una siesta. Fue enterrado en el Cementerio de Krailling. Le sobrevivieron su esposa Irmgard Henning (1919–2003), su hijo Max Bayrhammer y tres nietos.

## Premios
- 1975 : Deutscher Kritikerpreis
- 1976 : Orden del Mérito de Baviera
- 1977 : Medalla Ludwig Thoma
- 1981 : Nombramiento honorario como Staatsschauspieler
- 1982 : Premio Bayerischer Poetentaler
- 1983 : Premios Bávaros del Cine
- 1987 : Medalla München leuchtet en plata
- 1990 : Premio Bambi
- 1990 : Premio de Cultura de la Alta Baviera

## Filmografía

### Cine y telefilmes
- 1964 : Die Tochter des Bombardon (telefilm)
- 1966 : Endkampf (telefilm)
- 1966 : Das Bohrloch oder Bayern ist nicht Texas (telefilm), de Rainer Erler
- 1969 : Der Bettenstudent oder: Was mach’ ich mit den Mädchen?
- 1969 : Der Attentäter (telefilm)
- 1969 : Der Komödienstadel, episodio Witwen
- 1970 : o.k.
- 1970 : Der Komödienstadel, episodio Der Ehrengast, de Olf Fischer
- 1970 : Mathias Kneißl
- 1972 : Die Lokalbahn (telefilm)
- 1973 : Der Mensch Adam Deigl und die Obrigkeit (telefilm)
- 1973 : Der Komödienstadel, episodio Die drei Eisbären
- 1973 : Der Komödienstadel, episodio Die drei Dorfheiligen, de Olf Fischer
- 1973 : Der Komödienstadel, episodio Kleine Welt
- 1974 : Der Komödienstadel, episodio Das sündige Dorf, de Olf Fischer
- 1974 : Der Wohltäter (telefilm), de Käthe Braun, de Wolf Dietrich
- 1975 : Der Wittiber (telefilm)
- 1975 : Der Brandner Kaspar und das ewig’ Leben (telefilm)
- 1976 : Der Sternsteinhof, de Hans W. Geißendörfer
- 1977 : Bolwieser (telefilm), de Rainer Werner Fassbinder
- 1977 : Die Jugendstreiche des Knaben Karl
- 1977 : Sachrang (telefilm)
- 1978 : Der alte Feinschmecker (telefilm)
- 1979 : Die Münze (telefilm)
- 1981 : Die Grenze (telefilm)
- 1981 : Der Komödienstadel, episodio Spätlese oder Auch der Herbst hat schöne Tage
- 1982 : Vergiftet oder arbeitslos? (telefilm), de Bernward Wember
- 1982 : Meister Eder und sein Pumuckl
- 1983 : Der Schnüffler
- 1983 : Wunderland (telefilm)
- 1986 : Hatschipuh
- 1987 : Zwei auf der Straße (telefilm)
- 1988 : Wieviel Liebe braucht der Mensch (telefilm)
- 1991 : Stein und Bein (telefilm)
- 1991 : Erfolg
- 1992 : Der Unschuldsengel (telefilm)
- 1993 : Pumuckl und der blaue Klabauter

### Tatort
- 1971–1992 : Tatort, en el papel de Comisario Veigl:
  - 1971 : Der Boss
  - 1972 : Wenn Steine sprechen
  - 1972 : Rechnen Sie mit dem Schlimmsten
  - 1972 : Kennwort Gute Reise
  - 1972 : Münchner Kindl
  - 1973 : Weißblaue Turnschuhe
  - 1973 : Tote brauchen keine Wohnung
  - 1973 : Ein ganz gewöhnlicher Mord
  - 1973 : Stuttgarter Blüten
  - 1974 : Zweikampf
  - 1974 : 3:0 für Veigl
  - 1975 : Als gestohlen gemeldet
  - 1975 : Das zweite Geständnis
  - 1975 : Die Abrechnung
  - 1975 : Urlaubsmord
  - 1976 : Abendstern
  - 1976 : Transit ins Jenseits
  - 1976 : Wohnheim Westendstraße
  - 1977 : Wer andern eine Grube gräbt …
  - 1977 : Das Mädchen am Klavier
  - 1977 : Schüsse in der Schonzeit
  - 1978 : Schlußverkauf
  - 1978 : Schwarze Einser
  - 1979 : Ende der Vorstellung
  - 1979 : Maria im Elend
  - 1980 : Spiel mit Karten
  - 1981 : Usambaraveilchen
  - 1975 : Wodka Bitter-Lemon
  - 1992 : Ein Fall für Ehrlicher
  - 1992 : Tod aus der Vergangenheit

### Series televisivas
- Der Komödienstadel (varios telefilmes)
- 1968 : Der Staudamm
- 1968 : Die seltsamen Methoden des Franz Josef Wanninger, episodio 24
- 1968–1972 : Königlich Bayerisches Amtsgericht
- 1974 : Münchner Geschichten
- 1975–1976 : Spannagl & Sohn
- 1977–1978 : Polizeiinspektion 1, episodios 13 y 22
- 1978–1981 y 1984–1987 : Meister Eder und sein Pumuckl (52 episodios)
- 1983 : Monaco Franze – Der ewige Stenz
- 1983–1985 : Unsere schönsten Jahre
- 1984 : Franz Xaver Brunnmayr
- 1985–1993 : Weißblaue Geschichten
- 1987 : Die Schwarzwaldklinik

## Radio y audiolibros (selección)
- 1979–1985 : Die Grandauers und ihre Zeit
- 1989 : Lector del audiolibro Der Wittiber, de Ludwig Thoma
- 1991 : Lector del audiolibro Das Leben meiner Mutter, de Oskar Maria Graf